# アンヘル・グリア
ホセ・アンヘル・グリア・トレビーニョ（スペイン語: José Ángel Gurría Treviño、1950年5月8日 - ）は、メキシコの経済学者、外交官。1994年からメキシコ外務大臣、財務大臣を歴任し、2006年からは経済協力開発機構 (OECD) の事務総長を務めた。氏名はアンヘル・グリア（Ángel Gurría）とも表記される。

## 経歴

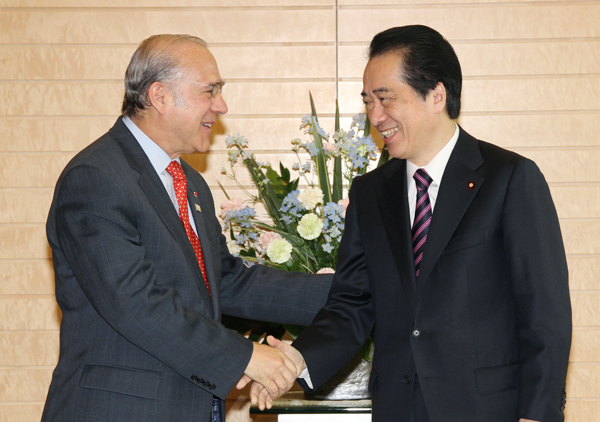
2011年、菅直人首相（左）と

メキシコ国立自治大学で経済学の学士号を取得後、イギリスのリーズ大学およびアメリカ合衆国のハーバード大学大学院に進学。その後エルネスト・セディージョ大統領の下で、1994年から1997年まで外務大臣、1997年から2000年までは財務大臣を務めた。外交では米国のヘルムズ・バートン法 (Helms-Burton Act) に反対し、財務面では対外債務構造の改革を進めた。また北米自由貿易協定 (NAFTA) 交渉にも当たり、外相時代の1994年12月に発生したメキシコ通貨危機  (1994 economic crisis in Mexico)  の際には各国をまわって金融支援を要請した。
メキシコ開発銀行 (Nafin)、メキシコ外国貿易銀行 (Bancomext) の頭取兼CEOなども務め、2003年から2005年までは米州開発銀行エクスターナル・アドバイザリー・グループの委員でもあった。
セディージョ大統領の下で6度にわたり政府支出を削減するといったメキシコ経済安定計画の立案者でもある。その政策の効果は続くビセンテ・フォックス・ケサーダ大統領時代に認められ、2005年7月ビセンテ・フォックス大統領からOECD事務総長候補に指名され、2006年6月OECD事務総長に就任した。
2010年5月、社会と経済の発展のためにブロードバンド技術を活用するため設置されITUとユネスコが共同で運営する「デジタル開発のためのブロードバンド委員会  (Broadband Commission for Digital Development) 」の委員に就任した。
スペイン語、フランス語、英語、ポルトガル語、イタリア語、ドイツ語の計6カ国語を話すことができる。また60回以上の訪日歴があり、知日派とされる。
2010年9月30日、1期目の任期を翌年6月に控えたグリアはOECD事務総長に再任され、2期目5年の任期を務めることとなった。
2011年4月、東日本大震災の翌月に日本を訪れた際には、震災復興財源としての消費税増税についての質問に対し「日本の消費税は欧米諸国に比べ低く引き上げの余地はある」と述べ、段階的な消費税引き上げを提言した。
2015年5月26日、OECD加盟34カ国がグリアを事務総長に再任する事で合意し、3期目5年の任期を務めることとなった。

## 発言

### 日本における男女平等に関する発言
- 日本の女性の働き方について、「労働参加率が低く、賃金が男性と比べて27%低く、非正規の約7割が女性であり、労働環境が男性に有利になるようつくられている。しかも育児だけでなく、家族の終末期の面倒も見なければならない。女性の6割が子どもが生まれたときに仕事を辞めている。これはひどい」「教育レベルは女性のほうが高い。ところが、せっかくの（有能な女性という）資源が利用されていない」と述べた[10]。